# Rileya
Rileya is een geslacht van vliesvleugeligen uit de familie Eurytomidae. De wetenschappelijke naam van dit geslacht is voor het eerst geldig gepubliceerd in 1888 door Ashmead.

## Soorten
Het geslacht Rileya omvat de volgende soorten:
- Rileya abnormicornis (Ashmead, 1894)
- Rileya albicornis Kieffer, 1910
- Rileya antennata Gates, 2008
- Rileya antioquia Gates, 2008
- Rileya asiatica Zerova, 1976
- Rileya atopogaster Gates, 2008
- Rileya auranti Gates, 2008
- Rileya bicolor Gates, 2008
- Rileya bisulcata Gates, 2008
- Rileya bumeliae Gates, 2008
- Rileya canalicoxa Subba Rao, 1978
- Rileya carinaegaster Subba Rao, 1978
- Rileya cattleyae Gates, 2008
- Rileya cearae (Crawford, 1910)
- Rileya cecidomyiae Ashmead, 1888
- Rileya clarki Gates, 2008
- Rileya collaris (Howard, 1897)
- Rileya columbar Gates, 2008
- Rileya couridae (Cameron, 1913)
- Rileya cylindripetiolata Gates, 2008
- Rileya desantisi Subba Rao, 1978
- Rileya doganlari Cam, 2003
- Rileya gallicola Kieffer, 1910
- Rileya gastros Gates, 2008
- Rileya gigas Subba Rao, 1978
- Rileya glabra Gates, 2008
- Rileya gracilis Gates, 2008
- Rileya grisselli Gates, 2008
- Rileya guatemalae Gates, 2008
- Rileya hansoni Gates, 2008
- Rileya haumani (Brèthes, 1918)
- Rileya hegeli Girault, 1916
- Rileya heratyi Gates, 2008
- Rileya heterogaster Gahan, 1918
- Rileya infuscata Gates, 2008
- Rileya insularis (Ashmead, 1894)
- Rileya laeliae Gates, 2008
- Rileya longitergum Gates, 2008
- Rileya megastigma (Ashmead, 1894)
- Rileya mellea Ashmead, 1894
- Rileya mimica Gates, 2008
- Rileya minuta Gates, 2008
- Rileya nigra (Gomes, 1943)
- Rileya obscura Gates, 2008
- Rileya oculiseta Gates, 2008
- Rileya oncidii Gates, 2008
- Rileya orbitalis Ashmead, 1904
- Rileya pallidipes (Ashmead, 1894)
- Rileya panamae Gates, 2008
- Rileya paraplesius Gates, 2008
- Rileya petiolata Gates, 2008
- Rileya philodendrica Gates, 2008
- Rileya piercei Crawford, 1914
- Rileya protuberonota Gates, 2008
- Rileya pulchra (Ashmead, 1894)
- Rileya quadraticaulis Gates, 2008
- Rileya rhytisma Gates, 2008
- Rileya robusta Gates, 2008
- Rileya scabra Gates, 2008
- Rileya spadix (Girault, 1915)
- Rileya tricolor Gates, 2008
- Rileya violetae Gates, 2008
- Rileya warneri Gates, 2008